# Knin
Knin je město v Chorvatsku, v Dalmácii, 56 km od pobřeží Jaderského moře. Městem protéká řeka Krka, která 3 km východně odtud i pramení. V roce 2011 žilo v samotném Kninu 10 633 obyvatel, v celé připadající městské opčině pak 15 407 obyvatel. Město leží na železniční trase Záhřeb–Split.

## Název
Název je pravděpodobně odvozen od ilyrské Ninie. Podle alternativního vysvětlení, které nabídli Franc Miklošič a Petar Skok, má název - odvozený od slovanského kořene : tьn- („rozsekat“) - význam „vyklizeného lesa“.  Středověká jména Kninu zahrnují : Maďarsky: Tinin; Italsky: Tenin; Latinsky: Tinum. Latinský název se stále používá jako titulární biskupský stolec, diecéze Tinum.

## Historie
V 1. století př. n. l. se 18 km od dnešního Kninu nacházel římský vojenský tábor Burnum. Dnešní město je zmiňováno až v 10. století byzantským císařem Konstantinem VII.
Během 11. století zde vznikla diecéze, roku 1080 už byl Knin vyhlášen hlavním městem státu, za vlády krále Zvonimira. Až do 13. století zde byla velmi významná vojenská pevnost; o kterou během následujících století bojovali Turci, Maďaři, Rakušané a Francouzi.
Roku 1522 město dobyli právě Turci, a Chorvati ho museli opustit. Pod Osmanskou nadvládou zůstal Knin ještě dalších 150 let, poté ho získala Benátská republika. Uprchlí Chorvati se vrátili, roku 1709 zde postavili navíc kostel a františkánský klášter.
Ke konci 18. století, roku 1797 se stal rakouským majetkem, během této doby prosperoval. Po rozpadu Rakousko-Uherska se stal součástí Království SHS a později Jugoslávie.

### 20. století
Na konci 80. let 20. století došlo k prudkému zhoršení vztahů mezi místními Srby a Chorvaty. V červnu 1989 si zdejší srbská komunita velkolepě připomněla po vzoru kosovských Srbů 600 let od Bitvy na Kosově poli, paradoxně nedlouho poté Chorvati oslavili v nedaleké obci výročí 900 let od smrti krále Zvonimira. Po těchto manifestacích se vztahy mezi oběma komunitami ještě více zhoršily. Do oblastí Dalmácie, které byly obývané Srby (a jejichž centrem byl právě Knin) dorazila bojová atmosféra, která se již nějakou dobu vyskytovala v Kosovu a kterou úspěšně živil režim Slobodana Miloševiće a antikomunisté, spojení okolo Memoranda SANU. Během srpna 1990 došlo po liberalizaci poměrů v Chorvatsku ke vzpouře Srbů, která začala nabývat ozbrojeného charakteru. Během tzv. balvanové revoluce byly v polovině srpna blokovány barikádami přístupové cesty k městu. Předseda općiny Knin vyhlásil válečný stav a bylo vypsáno referendum o autonomii. Na základě tohoto referenda pak byla vyhlášena tzv. Srbská oblast Krajina, která se později transformovala v Republiku srbskou krajinu.
Chorvatská vojska získala vládu nad městem až roku 1995, během tzv. Operace Oluja (bouře). Poté začala poválečná obnova města, ta však postupuje pomalu; neboť celý kraj stále není příliš atraktivní pro nově příchozí, kteří by nahradili původní srbské obyvatelstvo.

## Národnostní složení obyvatelstva
| rok  | celkem | Srbové         | Chorvati       | Jugoslávci     | ostatní     |
| ---- | ------ | -------------- | -------------- | -------------- | ----------- |
| 2011 | 10 633 | 1,429 (13,44%) | 9 001 (84.65%) | 0 (0%)         | 203 (1,91%) |
| 2001 | 11 128 | 1 269 (11,40%) | 9 546 (85,78%) | 0 (0%)         | 188 (1,68%) |
| 1991 | 12 331 | 9 867 (80,01%) | 1 660 (13,46%) | 381 (3,08%)    | 423 (3,43%) |
| 1981 | 10 933 | 6 516 (59,59%) | 1 701 (15,55%) | 2 421 (22,14%) | 295 (2,69%) |
| 1971 | 7 300  | 4 972 (68,10%) | 1 686 (23,09%) | 343 (4,69%)    | 299 (4,09%) |
| 1961 | 5 116  | 3 064 (59,89%) | 1 671 (32,66%) | 81 (1,58%)     | 247 (4,82%) |

## Doprava

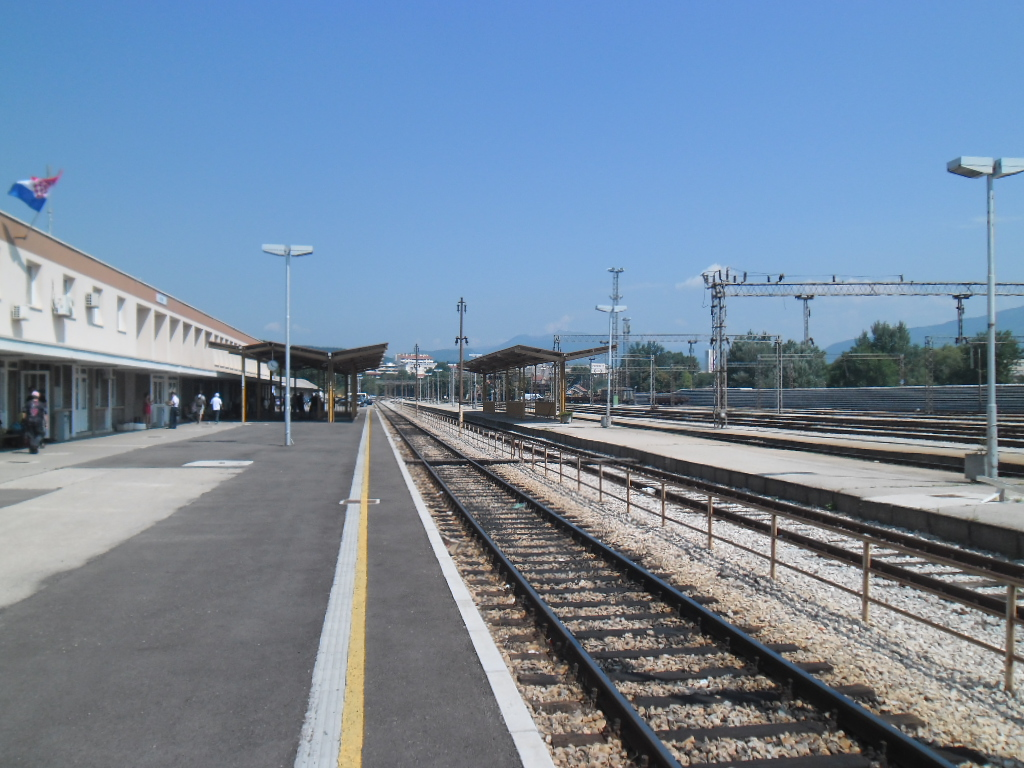
Železniční nádraží

Nejdůležitější meziměstskou silnicí v Kninu je chorvatská silnice D1. Silnice umožňuje snadný přístup do Kninu z hlavního pobřežního města Split. Úsek D1 z Kninu na dálnici A1 bude v následujících letech přestavován na úroveň rychlostní komunikace (s rychlostní komunikací B1).
Knin je také důležitým železničním uzlem, protože železnice ze zbytku Dalmácie a jejích měst Zadar, Split a Šibenik procházejí Kninem a vedou na sever do hlavního města Chorvatska Záhřebu po železnici M604. Ve stanici Knin se setkávají čtyři tratě: do Perkoviće (a poté do Splitu nebo Šibeniku), do Zadaru, do Ogulinu (a dále do Karlovacu), Martina Broda (a Bihać, Sisak, Záhřeb). Přepravu osob nabízejí pouze první tři tratě. Železniční trať Knin-Bihać, prochází bosenským územím a mnohokrát překračuje hranice, takže se od začátku války v roce 1991 nepoužívá k přepravě osob. Je to však nejkratší trasa mezi Kninem a Záhřebem, úsek jako takový byl elektrifikován v roce 1984 (trolejové vedení bylo následně zničeno válečnými operacemi na počátku 90. let). Elektrifikace začala z jugoslávského vnitrozemí směrem k pobřeží a dosáhla pouze Kninu, takže dnes jsou vlečky stanice Knin vybaveny trolejovým vedením, ale koleje opouštějící město nejsou.

## Sport
Hlavním fotbalovým klubem v Kninu je NK Dinara, založený v roce 1913. Barvy NK Dinara byly černé a bílé až do roku 2005, kdy klub změnil barvy na červenou, bílou a modrou. NK Dinara hraje ve 4. divizi v Chorvatsku (1. Županijska liga Šibensko-kninska). Logo společnosti NK Dinara je červené, bílé a modré (v tomto pořadí) s písmenem „D“ uprostřed loga.
Knin má sportovní asociaci, která byla založena v roce 1998. Dalším sportem který je také populární v Kninu je basketbal. Chorvatský národní basketbalový tým zde odehrál zápas, v roce 1999 hráli proti Izraeli, kde Chorvatsko zvítězilo 78:68. Ostatní sporty hrané v Kninu jsou ragby, házená, volejbal, kickbox, karate, tenis a taekwondo.

## Hospodářství
Podle Ústředního statistického úřadu ve městě Knin bylo k 31. březnu 2013 zaměstnáno 3 327 osob, z toho 1 244 ve veřejné správě a obraně a povinném sociálním pojištění, poté 424 ve zpracovatelském průmyslu, ve zdravotnictví a sociální práce 390 zaměstnanců, 382 zaměstnanců ve vzdělávání, 252 v dopravě a skladování, ve velkoobchodu a maloobchodu a opravách motorových vozidel a motocyklů 197, ve stavebnictví 92, v zásobování vodou, odstraňování odpadních vod, nakládání s odpady a v oblasti sanace životního prostředí 90, v dodávka elektřiny, plynu, páry a klimatizace 64, v ostatních službách 37, v umění, zábavě a rekreaci 30, ve finančních a pojišťovacích činnostech 29, v činnostech v oblasti nemovitostí 22, v odborných, technických a vědeckých činnostech 17, v informačních technologiích 15, v zemědělství, lesnictví a rybolovu 14, v administrativních a podpůrných službách a 1 v činnostech zajišťujících ubytování a přípravu a podávání jídel 8. Jediným odvětvím, ve kterém nejsou zaměstnanci, je těžba a dobývání.

## Fotogalerie

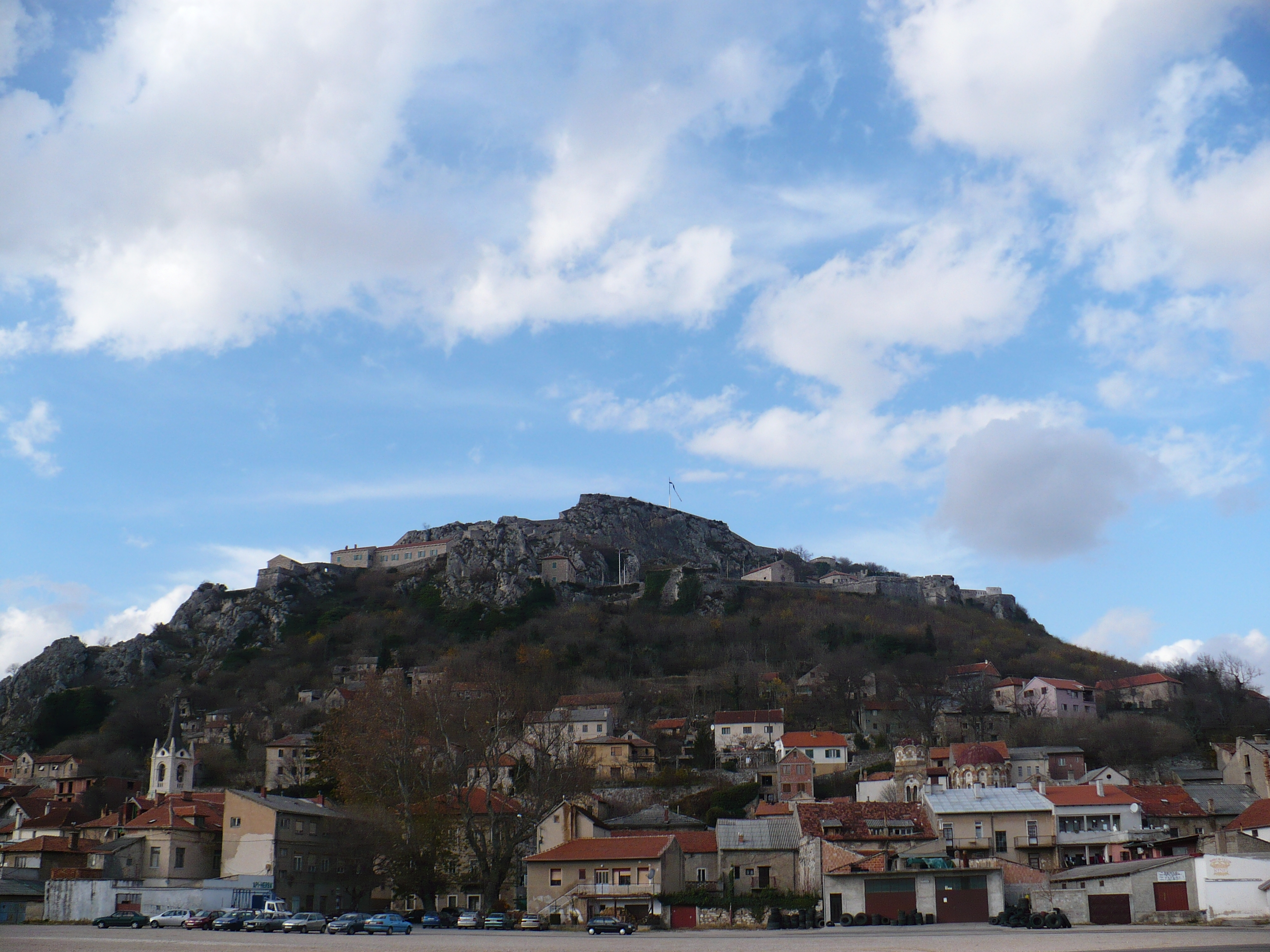
Pohled na pevnost v Kninu z centra města
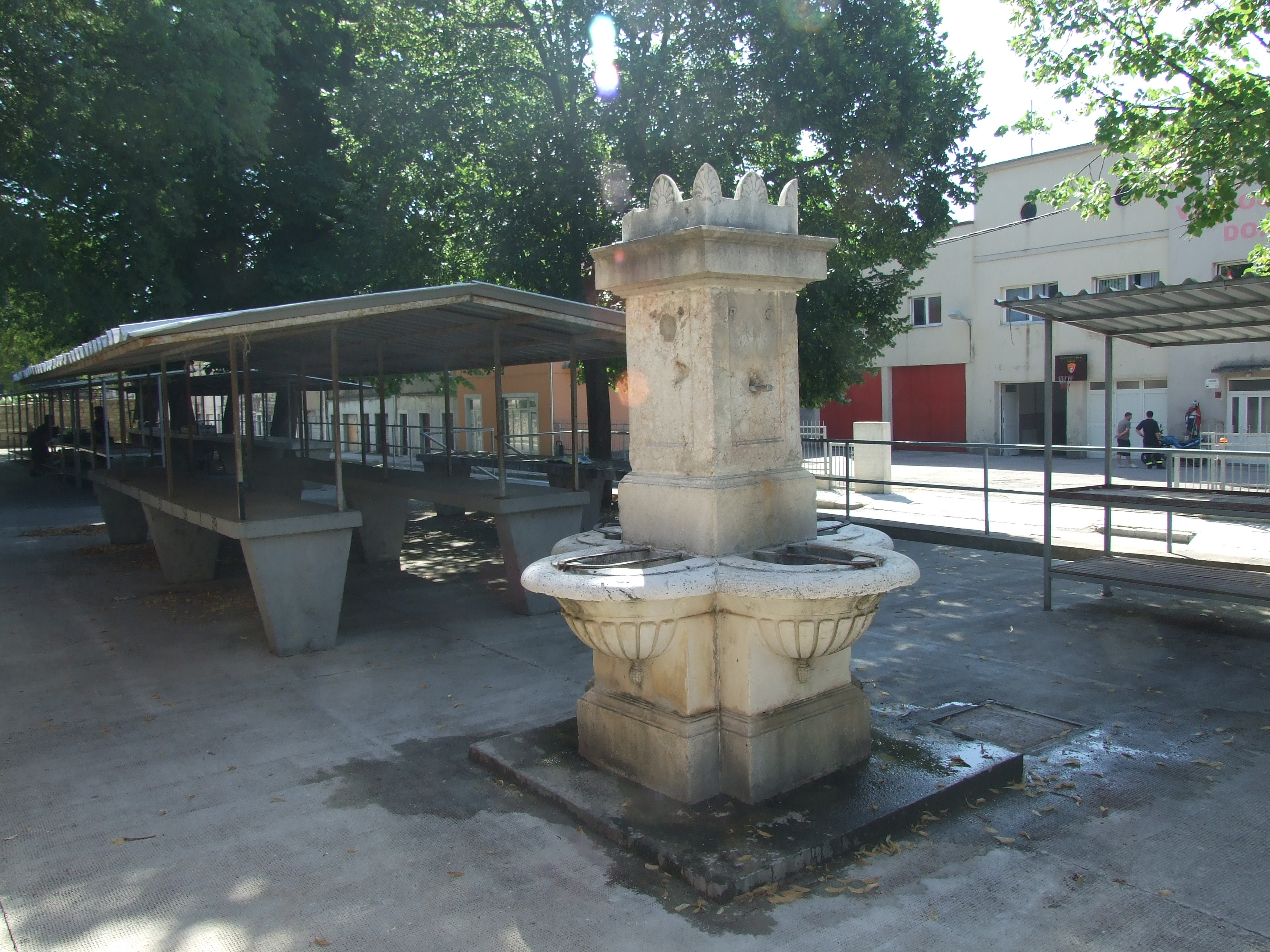
Městská tržnice

## Partnerská města
- Tomislavgrad, Bosna a Hercegovina
- Biograd na Moru, Chorvatsko
- Solin, Chorvatsko
- Záhřeb, Chorvatsko
- Vukovar, Chorvatsko
- Nin, Chorvatsko